# Alexandre Flan

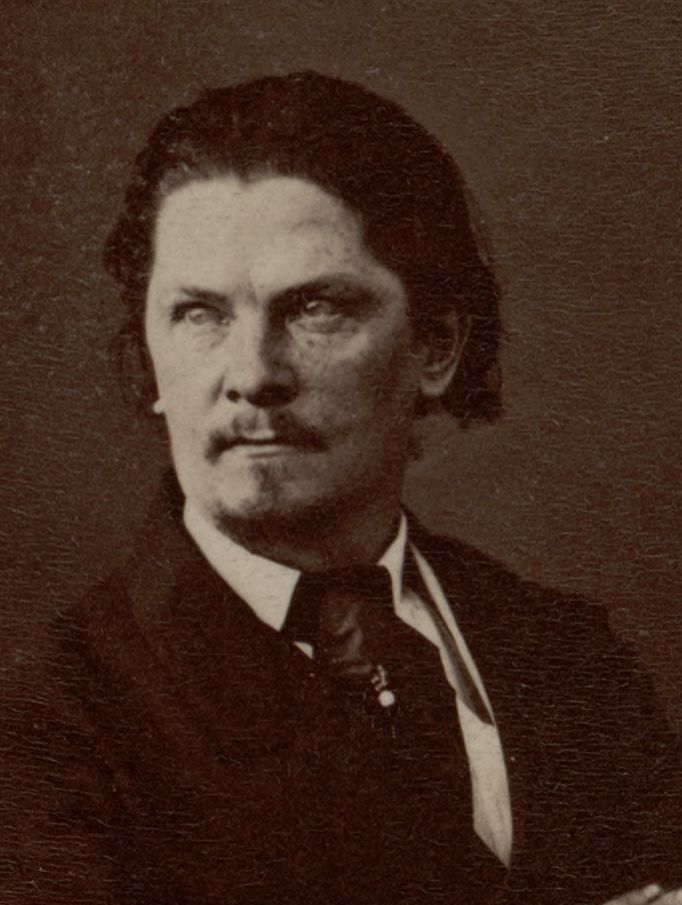
Alexandre Flan

Marie-Alexandre Flan, bekannt als Alexandre Flan (* 30. Mai 1827 in Paris; † 15. September 1870 ebenda), war ein französischer Dramatiker und Literat sowie Vaudevillist und Chansonnier.

## Biographie
Flans Eltern betrieben ein Glas- und Porzellanwarengeschäft. Er besuchte das Collège Stanislas und war ein fleißiger Schüler. Die gesamte Schulzeit hindurch gehörte er zu den Klassenbesten. Er begann, auf Wunsch seines Vaters, mit einem Jurastudium, fühlte sich aber mehr zur Literatur hingezogen und so begann er bei verschiedenen Journalen mitzuarbeiten. Er schrieb auch sein erstes Drama, Les Vaudois, das er 1851 an der Comédie-Française unterzubringen suchte, aber abgelehnt wurde.
Flan war gut mit dem bereits bekannten Paul Henrion bekannt, und so komponierte dieser die Musik zu Flans Zyklus Je chanterai. Die Chansons waren in der Folge sehr beliebt und das brachte Flan den künstlerischen Durchbruch. Als erstes großes Stück wurde dann das Vaudeville Les étrennes du diable 1852 im Théâtre du Luxembourg uraufgeführt. Diesen Erfolg konnte er an den kleinen Theatern am Boulevard du Temple fortsetzen.
Seine Arbeitsweise war oft schnell und oberflächlich. Geschätzt wurde er vor allem für seine Sprachspielereien. Bekannt war er aber auch für seine Silvester-Revuen, die so oberflächlich waren, dass sie nur durch eine pompöse Dekoration und begleitet durch eine Anzahl junger, hübscher Frauen doch erfolgreich wurden. 
Flan war auch als Chansonnier und Goguettier bekannt. 1864 wurde er Mitglied der Société du Caveau, deren Präsident er im darauffolgenden Jahr wurde. Er nahm darüber hinaus regelmäßig an den Dîners des Gnoufs-Gnoufs teil.
Die journalistische Tätigkeit Flans war stets nebenberuflich, auch wenn ihn sein Posten als Chefredakteur von La Chanson illustrée, den er ab 1868 bekleidete, sehr in Anspruch nahm – nicht zuletzt deshalb, weil er unter verschiedensten Pseudonymen darin Artikel veröffentlichte.
Flan bewohnte in Neuilly ein kleines Haus, das seinen finanziellen Möglichkeiten entsprach, in das er sich gerne zurückzog. Er ging auch ungern aus. In Neuilly hatte er eine umfangreiche Bibliothek und Kunstsammlung zusammengetragen und zahlreiche andere Dinge, die ihm wichtig erschienen. 
Als im Vorfeld der Belagerung von Paris im Deutsch-Französischen Krieg 1870–1871 die Verteidigungsrayons, in dem auch sein Haus lag, hergerichtet wurden, sollte er sein Haus, das noch gar nicht abbezahlt war, räumen. Das traf Flan wie ein Schlag. Verzweifelt packte er seine ihm so wichtigen Besitztümer in Körbe, Kisten, wickelte sie in Betttücher, trug sie zum Straßenrand und wollte sie abtransportieren lassen, aber es waren keine Transportfahrzeuge verfügbar. 
Als Flans Haus gesprengt wurde, war er zugegen. Das traf Flan zutiefst, er wurde bleich und sackte unter Tränen zusammen. Resignierend musste er sich vor den herannahenden preußischen Truppen, ohne sein Hab und Gut, nach Paris in Sicherheit bringen, ohne je nach Neuilly zurückzukehren. Einige Tage später wurde er von seinen Freunden vermisst und als diese ihn endlich in einem Hotel fanden, war er tot, an einem Nervenfieber gestorben.
Es wird auch davon berichtet, Flan habe sich mit einem gezielten Stich ins Herz selbst getötet.

## Werk (Auszug)
- Les étrennes du diable, 1852, Théâtre du Luxembourg, Digitalisat
- Le forgeron de Gretna-Green, 1854, mit Charles Potier
- Suivez le monde !, 1857, mit Amédée de Jallais und Ernest Blum, am Théâtre des Délassements–Comiques
- Voilà la chose !, 1862, mit Ernest Blum, am Théâtre des Délassements–Comiques
- Les Vieux glaçons, 1865, mit Amédée de Jallais, am Théâtre Déjazet
- Le diable boiteux, 1866, mit Ernest Blum und Louis François Clairville, am Théâtre du Châtelet